# Championnats d'Europe de course d'orientation 2004
 (août 2017).
Si vous disposez d'ouvrages ou d'articles de référence ou si vous connaissez des sites web de qualité traitant du thème abordé ici, merci de compléter l'article en donnant les références utiles à sa vérifiabilité et en les liant à la section « Notes et références ».
Navigation
Édition précédente Édition suivante
Les championnats d'Europe de course d'orientation 2004, cinquième édition des championnats d'Europe de course d'orientation, ont lieu du 10 au 17 juillet 2004 à Roskilde, au Danemark.

## Podiums
Femmes
| Épreuves                | Or                                                             | Argent                                                     | Bronze                                                  |
| ----------------------- | -------------------------------------------------------------- | ---------------------------------------------------------- | ------------------------------------------------------- |
| Femmes Sprint           | Suisse Simone Niggli-Luder                                     | Suède Jenny Johansson                                      | Suède Emma Engstrand                                    |
| Femmes moyenne distance | Norvège Hanne Staff                                            | Lituanie Dainora Alšauskaitė                               | Russie Tatjana Jurjewna Rjabkina                        |
| Femmes Longue distance  | Suisse Simone Niggli-Luder                                     | Suède Emma Engstrand                                       | Russie Tatjana Jurjewna Rjabkina                        |
| Femmes Relais           | Suède Karolina Arewång-Höjsgaard Jenny Johansson Gunilla Svärd | Norvège Marianne Andersen Elisabeth Ingvaldsen Hanne Staff | Russie Natalja Efimowa Olga Belozerowa Tatjana Rjabkina |

Hommes
| Épreuves                | Or                                              | Argent                                                  | Bronze                                       |
| ----------------------- | ----------------------------------------------- | ------------------------------------------------------- | -------------------------------------------- |
| Hommes Sprint           | Suède Emil Wingstedt                            | Russie Andrei Chramow                                   | Finlande Mårten Boström                      |
| Hommes moyenne distance | France Thierry Gueorgiou                        | Finlande Jarkko Huovila                                 | Suède Emil Wingstedt                         |
| Hommes Longue distance  | Suède Kalle Dalin                               | Finlande Mats Haldin                                    | Suède Emil Wingstedt                         |
| Hommes Relais           | Finlande Jarkko Huovila Pasi Ikonen Mats Haldin | Danemark Chris Terkelsen René Rokkjær Carsten Jørgensen | Suède Kalle Dalin Johan Modig Emil Wingstedt |

## Tableau des médailles
- Pays organisateur

| Rang  | Nation   | Or | Argent | Bronze | Total |
| ----- | -------- | -- | ------ | ------ | ----- |
| 1     | Suède    | 3  | 2      | 3      | 8     |
| 2     | Suisse   | 2  | 0      | 0      | 2     |
| 3     | Finlande | 1  | 2      | 1      | 4     |
| 4     | Norvège  | 1  | 1      | 0      | 2     |
| 5     | France   | 1  | 0      | 0      | 1     |
| 6     | Russie   | 0  | 1      | 4      | 5     |
| 7     | Lituanie | 0  | 1      | 0      | 1     |
| 7     | Danemark | 0  | 1      | 0      | 1     |
| Total | Total    | 8  | 8      | 8      | 24    |